# Chileense rat
De Chileense rat (Irenomys tarsalis) is een knaagdier uit de onderfamilie Sigmodontinae dat voorkomt in Chili en West-Argentinië. Hij is de enige soort van het geslacht Irenomys. De geslachtsnaam Irenomys is afgeleid van de Griekse woorden ιρην (vrede) en μυς (muis), vredesmuis dus. Hij werd in 1919 zo genoemd door Oldfield Thomas omdat de Eerste Wereldoorlog net was afgelopen.
De systematische positie van de Chileense rat is nog onduidelijk. Hij wordt meestal tot de Phyllotini gerekend, maar enkele recente moleculaire fylogenetische studies plaatsten hem op allerlei verschillende plaatsen binnen de Sigmodontinae. Zo plaatsten Smith & Patton (1999) hem in hun verschillende analyses óf als zustergroep van alle Sigmodontinae behalve Sigmodon (de Ichthyomyini werd niet geanalyseerd), óf als zustergroep van Sigmodon. Kenmerkend is vooral dat de plaatsing van het geslacht bijzonder onstabiel is (hetzelfde geldt overigens voor een aantal andere geslachten, zoals Wiedomys en Rhagomys).

## Ondersoorten
Er bestaan twee ondersoorten, Irenomys tarsalis longicaudatus (typesoort van het geslacht) van de eilanden Chiloé en de Guaitecas-eilanden voor de Chileense kust, en Irenomys tarsalis tarsalis die in Chili voorkomt van Chillán (regio Ñuble) tot Puerto Ibáñez (provincie General Carrera, Aysén) en in Argentinië van de provincie Neuquén tot Chubut.

## Kenmerken
De Chileense rat is herkenbaar als een grote muis met een staart die langer is dan de kop en de romp. Hij heeft grote ogen en een dikke, zachte vacht. De rug is grijsachtig roodachtig kaneelkleurig met donkere lijnen. De oren zijn bruinachtig zwart. De buik is lichter. Vrouwtjes zijn soms iets groter dan mannetjes.
In totaal wordt hij 270 tot 326 mm lang, met een staart van 162 tot 196 mm, een achtervoet van 28 tot 32 mm, en een oorlengte van 20 tot 25 mm. Ze wegen 30 tot 60 gram.
De Chileense rat heeft 64 chromosomen en een FN van 72. Het aantal chromosomen suggereert een verwantschap met de Phyllotini, terwijl het hoge FN een verwantschap met de Phyllotini juist weer onwaarschijnlijk maakt (zie Ojeda et al. (2004)).

## Ecologie
De Chileense rat paart in de lente, en soms tot in de late zomer. Ze leven in bossen op lage en middelgrote hoogte, vaak met bamboe, maar ze zijn ook gevonden in steppes met verspreide bomen van de soort Austrocedrus chilensis en geen bos of bamboe in de omgeving.
De Chileense rat eet voornamelijk graan en vruchten, maar ook groene vegetatie, graszaad en Fungi.
Sympatrische soorten zijn onder andere Abrothrix olivaceus, Abrothrix longipilis, Abrothrix sanborni, Oligoryzomys longicaudatus, Geoxus valdivianus, Loxodontomys micropus, de Monito del monte (Dromiciops gliroides) en de Chileense opossummuis (Rhyncholestes raphanurus).
Overblijfselen van de Chileense rat zijn gevonden in uilenballen van kerkuilen (Tyto alba) en Amerikaanse oehoes (Bubo virginianus). Andere potentiële predators zijn de nachtkat (Felis guigna), de Azaravos (Pseudalopex gymnocercus), Pseudalopex fulvipes en de Magelhaendwerguil (Glaucidium nanum).
De Chileense rat is niet agressief en kan met de hand uit vallen worden gehaald. Als ze worden vrijgelaten klimmen de ratten vaak in bomen, maar ze vluchten soms ook langs de bodem of verdwijnen in holen. De Chileense rat is relatief zeldzaam; vaak zijn er twee dagen nodig om er een te vangen.